# Heritage Range
Die Heritage Range, auch Wexler Mountains genannt, ist ein 160 km langer und 50 km breiter Gebirgszug im westantarktischen Ellsworthland. Er erhebt sich über der südlichen Zumberge-Küste und bildet die südliche Hälfte des Ellsworthgebirges. Dort wird er durch den Minnesota-Gletscher von der benachbarten Sentinel Range getrennt. Die Gipfel erreichen nicht die Höhe des Sentinel Range und sind oft durch Gletscher voneinander getrennt; der höchste ist Mount Bursik mit 2500 m.
Der nördliche Teil wurde vermutlich erstmals vom US-amerikanischen Polarforscher Lincoln Ellsworth bei seinem Transantarktisflug am 23. November 1935 gesichtet. Im Dezember 1959 unternahmen die Geologen Edward Carl Thiel (1928–1961), John Campbell Craddock (1930–2006) und Edwin S. Robinson (1935–2020) im Rahmen des United States Antarctic Program einen Erkundungsflug in dieses Gebiet und landeten auf einem Gletscher nördlich der Heritage Range. Mannschaften der University of Minnesota nahmen in den Jahren 1962 bis 1963 und 1963 bis 1964 geologische Untersuchungen und geodätische Vermessungen vor. Der gesamte Gebirgszug wurde vom United States Geological Survey anhand von Luftaufnahmen der United States Navy zwischen 1961 und 1966 kartiert. Das Advisory Committee on Antarctic Names benannte ihn 1961 so, da geographische Objekte innerhalb des Gebirgszugs in Erinnerung an das kulturelle Erbe (englisch heritage) der Vereinigten Staaten benannt sind.